# Рейн-Нойс
Рейн-Нойс (нем. Rhein-Kreis Neuss) — район в Германии. Центр района — город Нойс. Район входит в землю Северный Рейн-Вестфалия. Подчинён административному округу Дюссельдорф. Занимает площадь 576,44 км². Население — 457,4 тыс. чел. (2023). Плотность населения — 793 человек/км².
Официальный код района — 05 1 62.

## География
Район Рейн-Нойс расположен на левом берегуРейна на Нижнерейской низменности. На востоке границу округа образует Рейн.
Самая высокая точка района — Фолльратер-Хёе близ Гревенброха, 187 м над уровнем моря. НН. Самая низкая точка — 29 м над уровнем моря в природном заповеднике Шпай на границе Мербуша и Крефельда.
Район граничит, начиная с севера и по часовой стрелке, с независимыми городами Крефельд, Дуйсбург и Дюссельдорф, с районом Меттман, независимым городом Кёльн, с районами Рейн-Эрфт, Дюрен и Хайнсберг, а также с независимым городом Мёнхенгладбах и с районом Фирзен.
Рейн-Нойс относится к столичному региону Рейн-Рур.

## История
Территория нынешнего района Рейн-Нойс была заселена уже во времена Римской империи, что находит свое отражение, в частности, в римских поселениях. Исторические названия, такие как Новаезиум (Нойс) и Дурномагус (Дормаген), подтверждают это. Нойс входил в состав герцогства Рипуарского. Другие топонимы происходят от франконских поселений, например, Карст, Гревенброх и Роммерскирхен. В это время существовал Нойссер Гау (pagus nivesum или pagus major ducatus Ripuariorum).

## Города и общины
Район подразделяется на 8 городов и общин.
1. Нойс (151 268)
2. Гревенброх (64 088)
3. Дормаген (62 986)
4. Мербуш (54 334)
5. Карст (41 961)
6. Коршенброх (33 060)
7. Йюхен (22 631)
8. Роммерскирхен (13 091)

(30 июня 2010)

## Достопримечательности
- Хюльхрат — старинный замок в Гревенброхе.